# Benci di Cione Dami
Benci di Cione Dami (Como, circa 1310 – Firenze, 1388) è stato un architetto e pittore italiano attivo a Firenze.

## Biografia

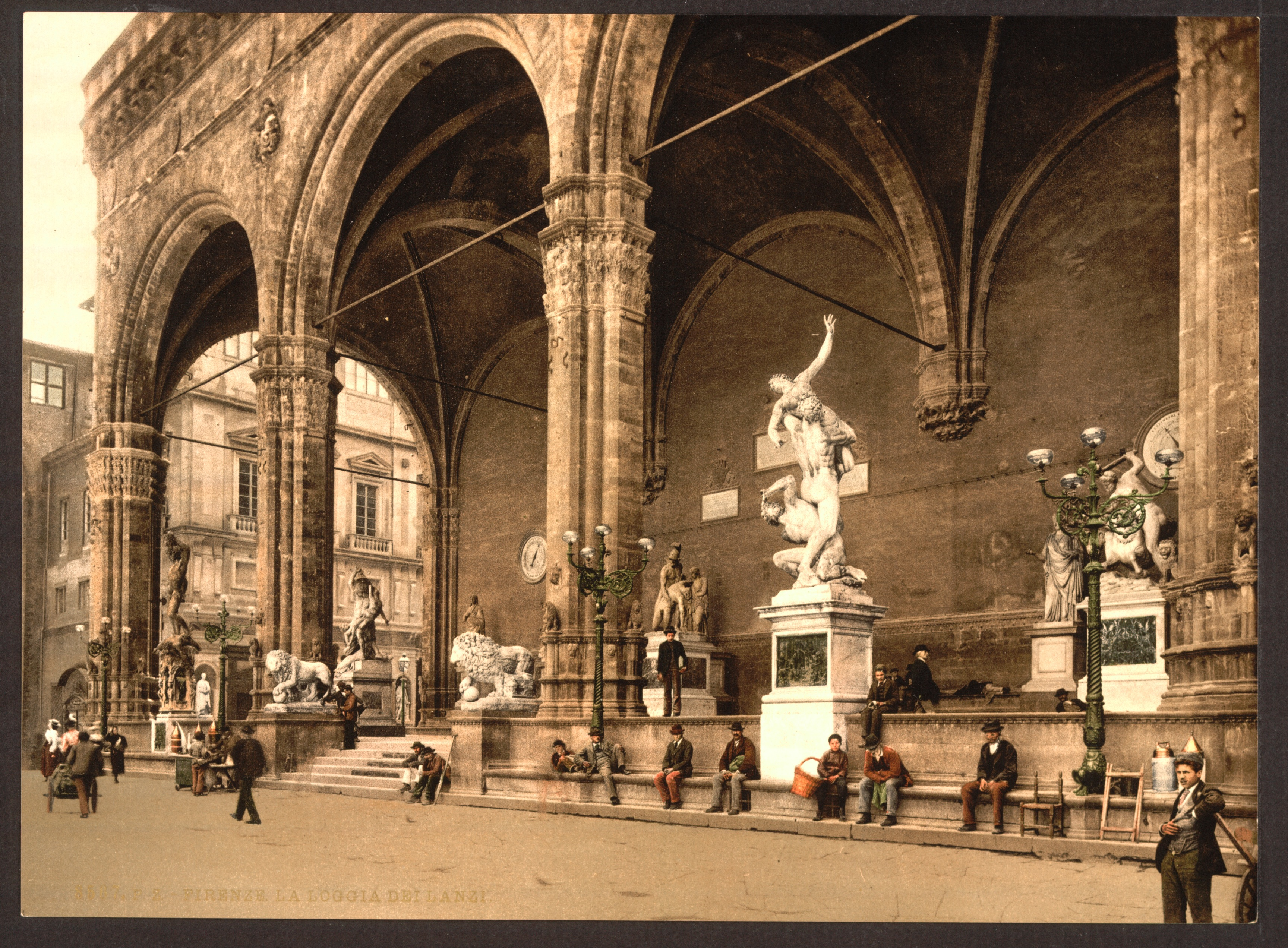
La Loggia della Signoria tra l'Ottocento e il Novecento

Benci di Cione nacque in una famiglia di originaria di Como, e da bambino si trasferì con i genitori a Firenze.
Non era parente della nota famiglia di artisti fiorentini dei di Cione che aveva dato i natali ad artisti quali l'Orcagna, Jacopo di Cione e Matteo di Cione.
Si formò lavorando come apprendista in gioventù in due grandi cantieri fiorentini: quello del duomo, al tempo di Andrea Pisano, e quello della basilica di Santa Maria Novella, sotto la direzione di Iacopo Talenti da Nippozzano.
Il Dami già prima della metà del secolo (1340) si iscrisse alla corporazione dei maestri di pietra e legname.
Successivamente lavorò alla ricostruzione dell'oratorio di Orsanmichele, nel 1361 e nel 1366.
Nel biennio 1345-1346 Dami si attivò con Neri di Fioravante alla ricostruzione del Palazzo del Bargello, realizzando tre camere, e nella torre, scale, volte e camere, attualmente distrutte; invece è ancora conservata la grande finestra del lato sud del palazzo (1346).
Dal 1348 Dami ottenne il primo lavoro autonomo, impegnandosi alla costruzione del monastero di San Giovanni Battista di Lapo, nei pressi di Firenze, che evidenziò l'impiego di un sobrio lessico decorativo.
La chiesa di San Carlo Borromeo (già Sant'Anna dei Lombardi), commissionata nel 1349 dal Comune fiorentino, anche se non ultimata dal Dami, rivelò un progetto per una chiesa "a sala" voltata, piuttosto originale.
Insieme con Francesco Talenti, Dami fu convocato per nel 1355 per giudicare i difetti costruttivi del duomo di Siena.
Negli stessi anni il nome di Dami fu presente nei documenti riguardanti il cantiere di Santa Maria del Fiore, per il quale eseguì differenti compiti nell'arco di molti anni.
Nel 1355 espresse qualche dubbio sulla forma delle colonne della cattedrale, dopo di che fino al 1360 lavorò al campanile.
Nel 1366-1367, assieme a Neri di Fioravante e Orcagna, partecipò attivamente alla formazione del modello per la cattedrale, presentato già a lavori in parte eseguiti in base al disegno arnolfiano, che resterà immutato fino al contributo di Filippo Brunelleschi; inoltre assunse il ruolo di capomaestro dal 1376 fino al 1388, dirigendo la realizzazione della Loggia della Signoria, dal 1382, destinata alle cerimonie pubbliche dei signori.
Nel 1376, insieme a Francesco Talenti fu uno dei principali costruttori della cattedrale, di cui curò la costruzione della cappella nord e nel 1386 ebbe l'incarico di costruire la pavimentazione di Piazza della Signoria.
Questi risultarono gli anni più significativi per Dami, che svolse anche funzioni pubbliche: nel 1367 e poi ancora nel 1374 fu nominato Priore, mentre nel 1385 fu inviato dal Comune fiorentino ad Arezzo.
Il Dami morì a Firenze nel 1388.
Considerato da una parte degli storici dell'arte, l'ideatore della Loggia, opera di grande importanza per lo sviluppo dell'architettura italiana fra Medioevo e Rinascimento, dimostrò notevoli doti di costruttore con grandi capacità organizzative, al quale va riconosciuto un certo ruolo nella elaborazione e diffusione del gotico fiorentino, anche se non è facile precisare l'esatto apporto di questo architetto, che lavorò sempre in collaborazione con altri.

## Opere
- Progetto definitivo per Santa Maria del Fiore (1366-1367);
- Chiesa di San Carlo Borromeo (1349);
- Loggia-mercato-oratorio di Orsanmichele (1361-1366);
- Loggia della Signoria (1382).